# Embolada
Embolada, Coco de embolada, Coco-de-improviso ou Coco de repente est un genre musical qui a émergé dans le nord-est du Brésil, où il est particulièrement populaire. Il consiste en un duel de « chanteurs » qui, au son énergique de la percussion du tambourin, enchaînent des vers très métriques, rapides et improvisés avec des vers rimés. Le partenaire doit improviser une réponse rapide et réfléchie à la fois. S'il échoue, son partenaire est couronné triomphant.

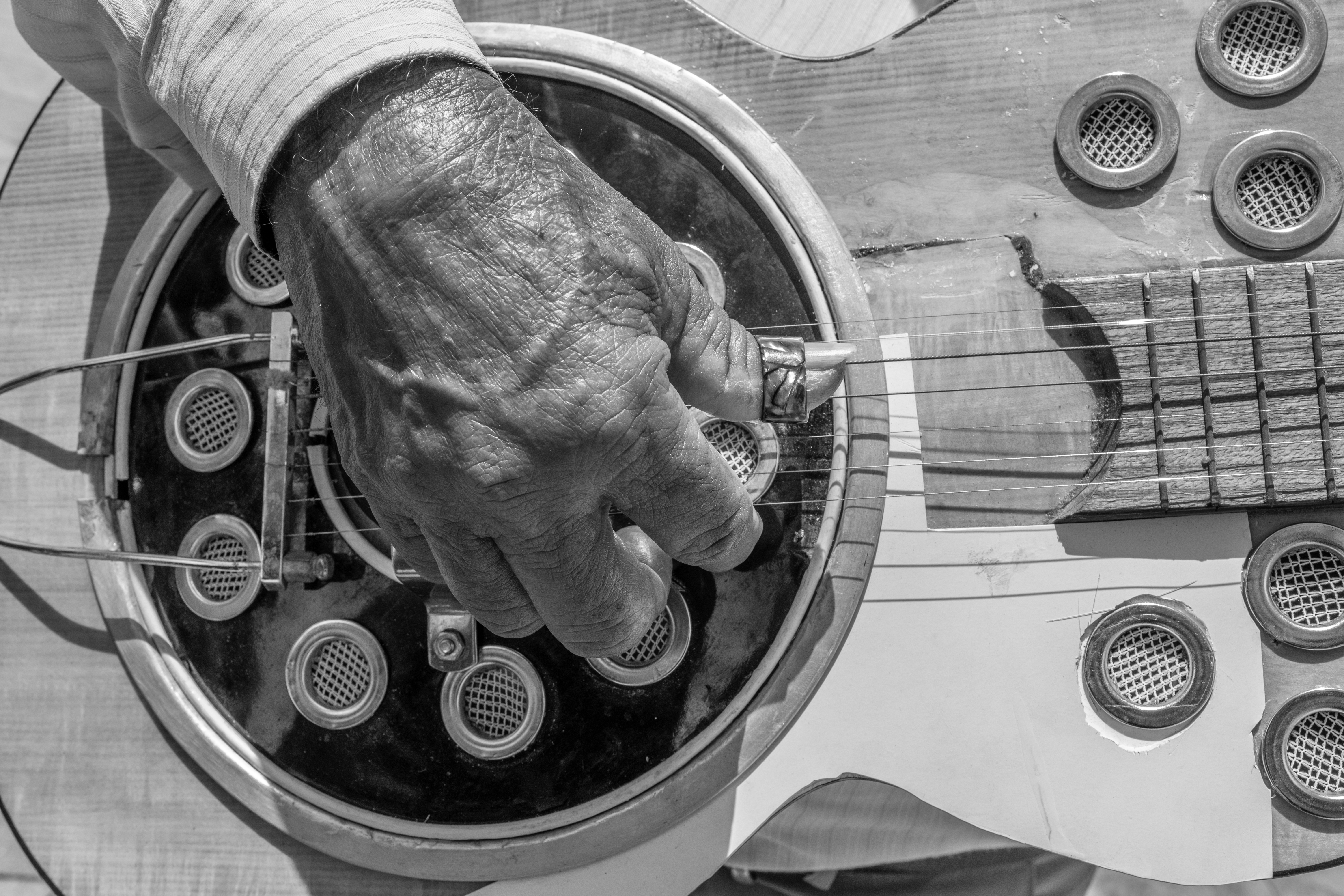
Embolada sur la Praça do Marco Zero, à Recife, au Brésil.

Il ne faut pas le confondre avec le repente ou cantoria, où la musique et la réponse sont lentes, mélodieuses et dont le thème principal est la vie quotidienne.
L’embolador est un repentista, tout comme le guitariste ou l’aboiador qui utilisent des techniques et des instruments différents.